# Cratere Voza
Voza  è un cratere sulla superficie di Marte.